# McKay-Kliffs
Die McKay-Kliffs sind eine rund 30 km lange Abfolge von Kliffs im Australischen Antarktisterritorium. Sie bilden die Nordwand der Geologists Range im Transantarktischen Gebirge. 
Die Nordgruppe einer von 1961 bis 1962 durchgeführten Kampagne im Rahmen der New Zealand Geological Survey Antarctic Expedition, die sie auch entdeckte, benannte sie nach Alexander McKay (1841–1917), einem Pionier der neuseeländischen Geologie.